# TIOBE index
TIOBE index je v informatice vyjádření popularity programovacích jazyků založené na analýze výstupu různých dotazů do různých internetových vyhledávačů. Index zahrnuje dotazy do Google, Google Blogs, MSN, Yahoo!, Baidu, Wikipedia a YouTube. Výsledky jsou zpracovávány jednou měsíčně. TIOBE index je zaměřen na turingovsky úplné programovací jazyky, takže nezahrnuje například jazyky HTML, CSS, XML, XHTML a další například značkovací jazyky.
Ovšem třeba dotazovací jazyk SQL je v Tiobe indexu zahrnut, protože jeho významnost je velká a řada jeho rozšíření z něj vytvářejí turingovsky úplný jazyk.